# Alicja Jaskiernia
Alicja Maria Jaskiernia (ur. 23 października 1956) – polska politolożka, profesor nauk społecznych, wykładowczyni Wydziału Dziennikarstwa, Informacji i Bibliologii Uniwersytetu Warszawskiego.

## Życiorys
Alicja Jaskiernia ukończyła studia na Uniwersytecie Jagiellońskim. 23 stycznia 2002 obroniła napisaną pod kierunkiem Janusza Adamowskiego pracę doktorską Rada Europy a kreowanie standardów międzynarodowych w dziedzinie mediów masowych. 13 maja 2009 habilitowała się na podstawie pracy zatytułowanej Media masowe w demokratycznych procesach wyborczych. Standardy europejskie i uwarunkowania ich realizacji. 28 listopada 2019 nadano jej tytuł profesora w zakresie nauk społecznych. Została zatrudniona na stanowisku adiunkta w Instytucie Dziennikarstwa na Wydziale Dziennikarstwa i Nauk Politycznych  Uniwersytetu Warszawskiego.
Była kierowniczką Katedry Dziennikarstwa Akademii Finansów w Warszawie i dziekanką na tamtejszym Wydziale Dziennikarstwa i Komunikacji Społecznej.
Jej zainteresowania naukowe obejmują takie kwestie jak: media na świecie (zwłaszcza w Stanach Zjednoczonych), polityka medialna, komunikowanie międzynarodowe, problemy mediów i dziennikarstwa w działalności Unii Europejskiej i Rady Europy.
Członkini Polskiego Towarzystwa Komunikacji Społecznej.

## Publikacje książkowe
- Rada Europy a problemy mediów masowych (2002)
- Publiczne media elektroniczne w Europie (2006)
- Media masowe w demokratycznych procesach wyborczych. Standardy europejskie i uwarunkowania ich realizacji (2008)
- Od telewizji masowej do Netfliksa. Telewizja w Stanach Zjednoczonych w epoce cyfrowej (2016)
- Monitoring wolności mediów w Europie (2018)